# The Miracle
A The Miracle a brit Queen rockegyüttes tizenharmadik stúdióalbuma. 1989. május 22-én jelent meg, a producerei David Richards és az együttes tagjai voltak.
Az együttes majdnem két évnyi szünetet tartott az előző albuma után, mire elkezdte felvenni a következőt, ennek oka nagyrészt az volt, hogy a tagok a szólóterveiken dolgoztak. Az albumot 1988 januárjától 1989 januárjáig rögzítették angliai és svájci stúdiókban. Freddie Mercury énekes ekkoriban már tisztában volt azzal, hogy AIDS-es, munkatársai és közeli barátai is sejtették, hogy beteg, de közelebbit ők sem tudtak, az újságok pedig ekkortól kezdve rendszeresen cikkeztek a „rejtélyes betegségéről”. Hosszú évek tapasztalatai után úgy döntöttek, hogy egyetlen dalnál sem jelölik külön a szerzőséget, mindet az együttes neve alatt adják ki, elkerülendő a korábban gyakori nézeteltéréseket. Az album zenéje meglehetősen könnyedre sikeredett, több dalban programozott dob és basszusgitár hangzás hallható, és gyakran egész szakaszokat programozható hangszerekkel hoztak létre.
Az album az első helyet érte el Angliában, és Európa szerte sikeres volt, Amerikában viszont csak a huszonnegyedik helyet érte el a listán. Mercury egészségi állapota miatt ez volt az első lemezük, amelyet nem követett turné – Mercury ezt azzal indokolta, hogy belefáradt a koncertezésbe. Kislemezslágerek sora jelent meg róla, mint az „I Want It All”, a „The Miracle”, és a „The Invisible Man”.

## Háttér
Az együttes 1986-os A Kind of Magic albuma (Amerikát kivéve) nagy siker volt világszerte, az azt követő Magic Tour turnén pedig több mint egymillió néző előtt játszottak Európában. A sikerek után úgy döntöttek, meghatározatlan időre lazábbra fogják az együttes működését: „Azt mondtuk rendben, most tartunk egy kis szünetet – nem oszlunk fel, de kell egy kis különlét a többiektől – és amikor eljön az ideje, készítünk egy albumot.” – mondta May.
1986 szeptemberében, egy japán útról hazatérve Mercury titokban AIDS tesztet végeztetett egy kórházban. A bulvársajtó hamar kiszagolta az ügyet, és azonnal találgatni kezdtek Mercury feltehető AIDS betegségéről. Novemberben egy egykori partnere AIDS-ben elhunyt, ami újabb lendületet adott pletykáknak, és ettől kezdve főleg a brit bulvárújságok a haláláig rendszeresen cikkeztek az egészségügyi állapotáról. Jim Huttonnak, akkori élettársának 1987 húsvétja után elárulta, hogy AIDS-es.
A tagok az együttes szüneteltetése közben a szólóterveikkel foglalkoztak. May házassága 1986 után végképp megromlott, és elvált a feleségétől. Megismerkedett Anita Dobson színésznővel, és producerként közreműködött annak Talking of Love című lemezén. A munkakapcsolatból végül romantikus kapcsolat lett, és összeházasodtak. Mercury 1987-ben feldolgozta a „The Great Pretender” című rock and roll klasszikust, majd pedig Montserrat Caballéval kezdett közösen dolgozni egy opera-pop lemezen. Taylor kiadta harmadik szólólemezét, amelynek produkciójához és turnéjához hirdetés útján egy együttest toborzott össze, ez lett a The Cross.

## Felvételek
1988 januárjában összegyűltek a stúdióban, hangpróbákkal, jammeléssel próbáltak ráhangolódni a munkára. A felvételeket a londoni Olympic és Townhouse stúdiók között osztották meg. Deacon szerint az egyik dalterv a kevés közül, amely már ezelőtt kész volt, az „I Want It All” volt. A felvételek előtt megegyeztek, hogy korábbi szokásaikkal szemben nem jelölik külön-külön minden dalnál, hogy ki volt a szerzője, hanem közösen jegyzik mindet. Korábban a legtöbb stúdióbeli nézeteltérés a szerzőség miatt fakadt ki, mert minden szerző az általa vélt megoldásokat szerette volna látni a maga írta dalokban, és pénzügyi szempontból sem volt mindegy, mely szerző dala kerül fel a lemezre, vagy egy kislemezre. A döntéstől függetlenül a legtöbb dal egy-egy szerző ötlete volt, de immár szorosabban működtek együtt a dalok véglegesre formálásában. Két dal volt, amely valóban mind a négyük szerzeménye, amelyeket egy jam session keretében írtak meg: a „Party” és a „Khashoggi’s Ship”. Későbbi interjúkban utaltak rá, és így tulajdonképpen minden dalról kiderült, hogy ki adta az alapötletet.
A felvételek során a hagyományos hangszerek mellett nagy jelentőséget kaptak az elektronikus hanggenerátorok – a borítón külön jelölték, hogy a Passport Design Master Tracks Pro szoftverét használták. David Richards szerint abban a tekintetben könnyen ment a munka, hogy jól el tudták magyarázni (főleg Mercury), hogy milyen hangzást szeretnének az adott dalban, viszont hajlamosak voltak hirtelen megváltoztatni egy dal struktúráját. Mivel az Olympic stúdióban jó tágas volt a tér, a producernek módja volt a gépi hangzástól az élő felé terelni az együttest, de a The Miracle így is meglehetősen technika orientált lett. Egyes dalokat, mint például az „I Want It All”, vagy a „Was It All Worth It” nagyrészt élőben vettek fel, de például a „Breakthru” basszusvonalát szintetizátorral produkálták, a „Was It All Worth It” végén lévő nagyzenekari részt pedig ugyancsak szintetizátorok és emulátorok segítségével rögzítették. Az éneket rendszerint egy mikrofon körül állva vette fel Mercury, May és Taylor, nem pedig külön, nehogy később derüljön ki, hogy nem illenek össze a hangfekvések. A vegyes, élő és gépi zenét keverő módszerükre jellemző, hogy Taylor dobolását nem egyszer rögzítették, majd szintetizátorral beillesztették a megfelelő helyre – nem pedig a szintetizátorban eltárolt gyári mintát használták.
Eltérő információk léteznek arról, hogy az együttes tagjai tudtak-e akkoriban Mercury betegségéről. May egyszer azt nyilatkozta, hogy valamikor 1987 és 1988 tájékán avatta be őket, máskor azt mondta, hogy csak néhány héttel a halála előtt tudták meg. David Richards, a lemez producere azt gondolta, hogy Mercury rákos. Mercury barátai és alkalmazottai is észrevették az énekes állapotát, de nem tudtak semmit ők sem (bár sokan ténylegesen az AIDS-re gyanakodtak).
Taylor a felvételek közben, február és március folyamán angliai turnéra indult a The Crosszal, Mercuryt pedig lekötötte a Barcelona album készítése, valamint a Time című musicalben való részvétele. Június 2-án elhunyt May apja, amely nagyon megviselte a gitárost. Ezen okok miatt az együttes csak nyáron folytatta a felvételeket, immáron a montreux-i Mountain Studiosban. 1988 karácsonyára felvették az összes szükséges vokális és hangszeres részt, 1989 februárja után pedig elvégezték a szükséges rájátszásokat, és a keverést. Mintegy harminc dalból a tíz legjobbnak tartottat választották ki, hogy az kerüljön a lemezre, és a kislemezek B-oldalára.

## Zenei stílus
- I Want It AllA lemez egyik jellegzetes, ismertté vált dala.

Nem tudod lejátszani a fájlt?
Az album zeneileg a könnyed pop melódiák, és a nehéz gitár rock között egyensúlyoz. Szövegileg az egyik legihletettebb alkotásuk, többek között az együttes egykori teljesítményeiről és az akkori jelenkor történéseiről szólnak a dalok. A bevezető „Party” programozott dobhangzásával, és számítógéppel kissé eltorzított énekhanggal egy partiról számol be. A következő dal, a „Khashoggi’s Ship” egybefolyik az előzővel, és ugyanúgy egy partiról szól, amilyeneket az ismert playboy, Adnan Khashoggi rendezett rendszeresen a jachtján (és ahová az együttes is gyakran volt hivatalos). A „The Miracle” a címadó dal, kissé szentimentális módon a világ csodáiról mesél, megemlítve Bábel tornyát és Jimi Hendrixet is. Az „I Want It All” a lemez egyik kemény sodrású dala, amelyet May akkori új barátnője, a színésznő Anita Dobson egyik kedvenc mondása ihletett. A „The Invisible Man” egy ritmusvezérelt funk dal, amelyet Taylor az ihletet H. G. Wells ugyanazon című könyvéből szerezte.
A „Breakthru” egy sodró lendületű, alapvetően popzenei dal, szerteágazó gitárszólóval, optimista szerelmes szöveggel. A „Rain Must Fall” egy vidám, középtempójú karibi stílusú dal, optimista dalszöveggel: a jó dolgokra úgyis mindig rossz dolgok jönnek, de ez nem jelenti azt, hogy örökké rossz dolgok történnek. A „Scandal” újra egy gitárvezéreltebb darab, amely keserű szövegében a bulvársajtó tolakodását ítéli el (amely akkoriban Mercury betegségének és May válásának következtében minden addiginál jobban érintette őket). A „My Baby Does Me” egy lassú, funk ritmusú dal, amelyet May és Deacon kifejezetten levezetésként írt: egyszerűre, könnyen hallgathatóra akarták. A „Was It All Worth It” egy bonyolult felépítésű, többtételes dal, amely egyrészt a dallamában is utal egykori dalaikra, másrészt szövegében lényegében az együttes történetét meséli el a kezdetektől a sikerekig.

## Megjelenés
Az album első kislemeze, az „I Want It All” 1989. május 2-án jelent meg, és főleg Európában aratott sikert. Angliában a harmadik helyet érte el a slágerlistán, és több európai országban is bekerült a legjobb tíz közé. Amerikában viszont már jó ideje leáldozott az együttes sikere, így csak az ötvenedik helyre jutott fel, bár a specifikus Billboard Mainstream Hot Tracks listán a harmadik lett. A hozzá készült klipben Mercury immár borostásan volt látható, amely Jim Hutton, akkori élettársa szerint azért volt szükséges, hogy elfedje az AIDS betegség okozta sebeket az arcán.
Maga az album május 30-án jelent meg. A borítóján egy akkoriban modernnek számító eljárással készült montázs volt látható, amelyben a tagok arcát egybeolvasztották. A kép arra utalt, hogy immár egységben, együttesként írják a dalokat. A lemez Európában sikeres volt, mint az együttes legtöbb albuma, az első helyet érte el Németországban, Hollandiában és Ausztriában is. Angliában rögtön az első helyen kezdett a listán – már az első hetes eladásokat követően platinalemez lett, ami 300 ezer eladott példányt jelent –, majd közvetlenül a második héten elkezdett lassan csúszni lefelé, nyolc hét múlva kikerült a legjobb tíz közül. Amerikában a huszonnegyedik volt a legmagasabb helyezése, és összességében még az aranylemez státuszt sem érte el, ami ritka kivétel az együttes albumai között. A Nielsen SoundScan felmérése szerint 1991 és 2006 között elenyésző 59 ezres példányszámban fogyott.
Az EMI erőteljes reklámkampányt kezdett az album támogatására, a szokásos újság és transzparens hirdetések mellett például közzétettek egy telefonszámot is, amelyet felhívva részleteket lehetett hallani az album dalaiból. Ugyancsak a reklámkampány keretében az együttes interjút adott a Radio 1 Queen for an Hour műsorában Mike Readnek. A beszélgetés során a DJ rákérdezett, hogy miért nem indultak hagyományosan turnézni ezzel az albummal is, amelyre Mercury azt válaszolta, hogy meg akarja törni az „album, turné, album turné körforgást”. Valójában akkor már az egészségi állapota miatt nem tudott volna végigcsinálni egy megerőltető turnét. A lemezről négy további kislemez jelent meg, és mindegyikhez látványos videóklipet forgattak. A „Breakthru”-ban az együttes egy száguldó vonat tetején adja elő a dalt, a „The Invisible Man”-ben videójáték szereplőként jelennek meg, a bulvársajtó tolakodásáról szóló „Scandal”-ben felnagyított újságlapok adták a díszletet, a „The Miracle”-ben pedig gyermekszínészek játszották el az együttes tagjait. Az összes kislemez bekerült a legjobb huszonöt közé Angliában.

## Fogadtatás
| Kritikák             | Kritikák             |
| Forrás               | Értékelés            |
| -------------------- | -------------------- |
| Q                    | (1989)               |
| Rolling Stone        | (1989)               |
| The Times            | (kedvezőtlen) (1989) |
| Entertainment Weekly | D (1991)             |
| Classic Rock         | (2001)               |
| RS Album Guide       | (2004)               |
| AllMusic             | [ 9 ]                |

Az album meglehetősen vegyes, majdnem elmarasztaló kritikákat kapott a megjelenésekor. A The Times magazin kritikusa cinikusan írt róla: „A csodák, amelyekről Mercury énekel a címadó dalban, mindent felölelnek, kezdve a „béke a földön” utópiájától a jóval világiabb örömökig: „vasárnap reggel egy csésze teával”. Ebben ki is merülnek a lemez szociális kommentárjai. […] Egyébként van rajta egy tematikai szál a dús és pofátlan hedonizmusról, amely a „Party”-tól kezdve keresztülfut a „Kashoggi’s Ship”-en és az „I Want It All”-on, és a bombasztikus, hencegő „Was It All Worth It”-en jut el a csúcsra, amely a „My Way” egyfajta groteszk, stadion rock megfelelője.” Kim Neely, a Rolling Stone kritikusa két csillagot adott rá a lehetséges ötből, és azt írta: „Azt csiripelték a verebek,hogy a Queen visszatér a hard rockhoz, de még sosem voltak ennyire szintetizátorhoz és dobgéphez kötve a Hot Space óta.” Az író dicsérte Mercury énekesi tehetségét, és May briliáns szólóit, majd ezzel összegezte a kritikát: „Ha olyan rajongó vagy, aki évek óta sóvárog a Queen fellengzős virágkora után, ne add fel a reményt. A The Miracle legalább egy kis töredékét nyújtja a Queen egykori fenségének.” A Sun-Sentinel viszont javarészt pozitívan írt róla: „rock, pop, metal, nagyszerű melódiák és ravasz stilizációk ötvözeteként a The Miracle sosem fárad el. egy daltól a másikig haladva sosem lehet megmondani milyen lesz a következő, ezzel biztosítja a legfáradtabb fülnek is a kihívást.”
1991-ben Jim Farber, az Entertainment Weekly kritikusa meglehetősen alacsony pontozást adott rá, és úgy vélekedett, „az lenne az igazi csoda, ha kétszer játszanánk le”. 2004-ben a Rolling Stone Album Guide szerkesztői két csillagra értékelték a lehetséges ötből, mint egy olyan albumot, ahol „a dalokat meghatározatlan filozófiák vezérlik rasszokról, hitvallásról, stb”. Greg Prato, az AllMusic kritikusa három csillagra értékelte, és a The Game mellett az együttes egyik legjobb 1980-as évekbeli albumának nevezte: „pletykák kavarogtak arról, hogy feloszlottak, de kiderült, hogy csak szünetet tartottak Brian May fájdalmas válása és Freddie Mercury AIDS betegsége miatt. Ahelyett, hogy tovább süllyedtek volna a szenvedésbe, újra összeálltak, segítették egymás mentális állapotát, és felvették az egyik legihletettebb albumukat.”

## Az album dalai
Az összes dal szerzője a Queen együttes. 
| 1. | Party             | 2:24 |
| 2. | Khashoggi’s Ship  | 2:45 |
| 3. | The Miracle       | 5:00 |
| 4. | I Want It All     | 4:42 |
| 5. | The Invisible Man | 3:54 |

| 6.  | Breakthru           | 4:06 |
| 7.  | Rain Must Fall      | 4:19 |
| 8.  | Scandal             | 4:41 |
| 9.  | My Baby Does Me     | 3:21 |
| 10. | Was It All Worth It | 5:43 |

| 1. | Hang On In There  | 3:44 |
| 2. | Chinese Torture   | 1:43 |
| 3. | The Invisible Man | 5:29 |

| 1. | Scandal (12" Mix) | 6:34 |

| 1. | I Want It All (Single Version)                                    |  |
| 2. | The Invisible Man (korai változat mankóvokállal, 1988. augusztus) |  |
| 3. | Hang On In There (B-oldal)                                        |  |
| 4. | Hijack My Heart (B-oldal)                                         |  |
| 5. | Stealin’ (B-oldal)                                                |  |
| 6. | Chinese Torture (Instrumental)                                    |  |
| 7. | The Invisible Man (12” Version)                                   |  |

| 8.  | I Want It All (promo video, 1989)              |  |
| 9.  | The Making of “The Miracle” promo video (1989) |  |
| 10. | The Making of The Miracle album cover (1989)   |  |

## Közreműködők
Jacky Gunn és Georg Purvis alapján.
| Queen - Brian May – gitár, billentyűsök, vokál - Freddie Mercury – vokál, billentyűsök - John Deacon – basszusgitár, billentyűsök, gitár - Roger Taylor – dob, vokál, billentyűsök | Közreműködő zenészek - David Richards – billentyűsök, programozás - Brian Zellis – programozás | Produkció - Queen – producer, borítóterv - David Richards – producer, hangmérnök - Andrew Bradfield – hangmérnök asszisztens - John Brough – hangmérnök asszisztens - Angelique Cooper – hangmérnök asszisztens - Claude Frider – hangmérnök asszisztens - Andy Mason – hangmérnök asszisztens - Justin Shirley-Smith – hangmérnök asszisztens - Richard Gray – borítóterv - Simon Fowler – fényképezés |  |

## Helyezések és eladások
| Ország                | Helyezés |
| --------------------- | -------- |
| Brit albumlista       | 1        |
| Amerika Billboard 200 | 24       |
| Ausztriai albumlista  | 1        |
| Francia albumlista    | 11       |
| Holland albumlista    | 1        |
| Japán albumlista      | 2        |
| Kanada RPM Top 100    | 18       |
| Német albumlista      | 1        |
| Norvég albumlista     | 2        |
| Svájci albumlista     | 1        |
| Svéd albumlista       | 6        |
| Új-Zélandi albumlista | 2        |

| Ország                         | Eladási minősítés | Megjegyzés          | Eladás   |
| ------------------------------ | ----------------- | ------------------- | -------- |
| Anglia (BPI)                   | platina           | 1989-ben            | 300 000+ |
| Amerika (SoundScan)            |                   | 1991 és 2006 között | 59 000+  |
| Ausztria (IFPI Austria)        | arany             |                     | 10 000+  |
| Finnország (Musiikkituottajat) | arany             |                     | 43 130+  |
| Franciaország (SNEP)           | arany             |                     | 163 000+ |
| Hollandia (NVPI)               | platina           |                     | 50 000+  |
| Németország (BVMI)             | platina           |                     | 500 000+ |
| Svájc (IFPI Svájc)             | platina           |                     | 30 000+  |

Kislemezek
| Év   | Kislemez                             | GBR | AUT | BEL | FRA | GER | IRE | NLD | NOR | SWI | SWE | USA |
| ---- | ------------------------------------ | --- | --- | --- | --- | --- | --- | --- | --- | --- | --- | --- |
| 1989 | I Want It All / Hang on in There     | 3   | 11  | 10  | 47  | 9   | 3   | 2   | 4   | 8   | 14  | 50  |
| 1989 | Breakthru / Stealin                  | 7   | —   | 10  | —   | 24  | 6   | 6   | —   | 28  | —   | —   |
| 1989 | The Invisible Man / Hijack My Heart  | 12  | —   | 13  | —   | 31  | 10  | 6   | —   | 20  | —   | —   |
| 1989 | Scandal / My Life Has Been Saved     | 25  | —   | 26  | —   | —   | 14  | 12  | —   | —   | —   | —   |
| 1989 | The Miracle / Stone Cold Crazy (élő) | 7   | —   | 28  | —   | 78  | 23  | 16  | —   | —   | —   | —   |

## Kiadás
| Ország  | Megjelenés dátuma | Kiadó      | Formátum             | Katalógusszám                                   |
| ------- | ----------------- | ---------- | -------------------- | ----------------------------------------------- |
| Amerika | 1989. június 6.   | Capitol    | LP, magnókazetta, CD | C1-92357 (LP) C4-92357 (kazetta) 7 92357 2 (CD) |
| Anglia  | 1989. május 22.   | Parlophone | LP, magnókazetta, CD | PCSD 107 (LP) CDPCSD 107 (CD)                   |
| Amerika | 1991. október 22. | Hollywood  | CD, magnókazetta     | HR-61234-2 (CD) HR-61234-4 (kazetta)            |
| Anglia  | 2011              | Island     | CD                   | 277 998 7                                       |